# Leibniz-Medaille (Berlin)
Die Leibniz-Medaille wurde im Januar 1906 von der Königlich-Preußischen Akademie der Wissenschaften „zur Ehrung besonderer Verdienste um die Förderung der Aufgaben der Akademie“ gestiftet. Die Verleihung erfolgte seit 1907 jährlich am Leibniz-Tag (1. Juli), dem Geburtstag des Akademiegründers Gottfried Wilhelm Leibniz, in zwei Klassen (Goldene bzw. Eiserne und Silberne Leibniz-Medaille). Verliehen wurde die Medaille von der Königlich-Preußische Akademie der Wissenschaften (später Preußische Akademie der Wissenschaften) und von 1946 bis 1990 von der Deutschen Akademie der Wissenschaften zu Berlin (später Akademie der Wissenschaften der DDR) als eine nichtstaatliche Auszeichnung der DDR. Seit 1994 nimmt die Berlin-Brandenburgische Akademie der Wissenschaften die Verleihung vor.
Nach der Verleihungsordnung vom 16. Dezember 1994 wird die Auszeichnung jährlich an Persönlichkeiten oder Einzelgruppen „als Anerkennung für Verdienste um die Förderung der Wissenschaften“ sowie „als Anerkennung für wissenschaftliche Leistungen, die von Personen bzw. Personengruppen außerhalb ihrer Profession erbracht wurden“ verliehen.

## Träger der Leibniz-Medaille

### Goldene (bzw. Eiserne) Leibniz-Medaille 1907–1944
- 1907: James Simon (Berlin)
- 1909: Ernest Solvay (Brüssel), Henry Theodore von Böttinger (Elberfeld)
- 1910: Joseph Florimond Loubat (Paris)
- 1911: Hans Meyer (Leipzig)
- 1912: Elise Koenigs (Berlin)
- 1913: Georg Schweinfurth (Berlin)
- 1916: Otto von Schjerning (Berlin)
- 1917: Leopold Koppel (Berlin)
- 1918: Rudolf Havenstein (Berlin)
- 1919: Heinrich Schnee (Berlin), Carl Dorno (Davos)
- 1923: Karl Siegismund (Berlin)
- 1924: Franz von Mendelssohn (Berlin)
- 1927: Fritz Spieß (Berlin/Hamburg)
- 1928: Bruno Güterbock (Berlin)
- 1929: Hans Bredow (Berlin)
- 1930: Hajime Hoshi (Tokio)
- 1931: Gustav Oberlaender (Reading)
- 1932: Hugo Eckener (Friedrichshafen)
- 1934: Reinhard Dohrn (Neapel), Karl Kerkhof (Berlin)
- 1936: Heinrich Lotz (Berlin)
- 1937: Alfred von Wegerer (Berlin)
- 1938: August Pfeffer (Berlin), Hans Merensky (Johannisburg)
- 1939: Gustavo Cordeiro Ramos (Lissabon)
- 1940: Albert Vögler (Dortmund-Hörde)
- 1941: Heinrich Hunke (Berlin)
- 1942: Carl Krauch (Berlin)
- 1943: Ernst Vollert (Berlin)
- 1944: Leopold Klotz (Leipzig), Friedrich-Ernst Kilian (Berlin)

### Silberne Leibniz-Medaille 1907–1944
- 1907: Carl Alexander von Martius (Berlin), Adolf Friedrich Lindemann (Sidmouth, England)
- 1910: Johannes Bolte (Berlin), Albert von Le Coq (Berlin), Johannes Ilberg (Leipzig), Max Wellmann (Potsdam), Robert Koldewey (Babylon/Berlin), Gerhard Hessenberg (Breslau/Tübingen), Karl Zeumer (Berlin)
- 1911: Werner Janensch (Berlin), Hans Osten (Leipzig), Georg Wenker (Marburg)
- 1912: Robert Davidsohn (München/Florenz), Norman de Garis Davies (Kairo), Edwin Hennig (Tübingen), Hugo Rabe (Hannover)
- 1913: Josef Emanuel Hibsch (Tetschen), Karl Richter (Berlin), Hans Witte (Neustrelitz), Georg Wolff (Frankfurt am Main.)
- 1914: Walter Andrae (Assur/Berlin), Erwin Schramm (Dresden/Bautzen), Richard Irvine Best (Dublin)
- 1915: Otto Baschin (Berlin), Albert Fleck (Berlin), Julius Hirschberg (Berlin), Hugo Magnus (Berlin)
- 1919: Ernst Debes (Leipzig), Carl Dorno (Davos), Johannes Kirchner (Berlin), Edmund von Lippmann (Halle a. S.), Friedrich Freiherr von Schrötter (Berlin), Otto Wolff (Berlin)
- 1922: Otto Pniower (Berlin), Karl Steinbrinck (Lippstadt), Ernst Vollert (Berlin)
- 1923: Max Blanckenhorn (Marburg/Lahn), Albert Härtung (Weimar), Richard Jecht (Görlitz)
- 1924: Hermann Ambronn (Jena), Lise Meitner (Berlin), Georg Wislicenus (Berlin)
- 1925: Karl Roehl (Mosau bei Züllichau/Königswinter a. Rh.), Werner Kolhörster (Berlin), Hans von Ramsay (Berlin)
- 1926: Walter Lenel (Heidelberg), Hugo Ibscher (Berlin), Hugo Seemann (Freiburg i. Br.)
- 1927: Gerhard Moldenhauer (Madrid), Cuno Hoffmeister (Sonneberg), Heinrich Klebahn (Hamburg)
- 1928: Arnold Berliner (Berlin), Albert Leitzmann (Jena)
- 1929: Richard Finsterwalder (München/Hannover), Paul Wentzcke (Düsseldorf/Frankfurt am Main.), Johann Baptist Hofmann (München), Günther Roeder (Hildesheim)
- 1930: Erich Bachmann (Radebeul), Oskar Heinroth (Berlin), Hans Vollmer (Schmalenbeck bei Hamburg)
- 1931: Karl Scheel (Berlin), Agnes Bluhm (Berlin), Siegfried Loeschcke (Trier)
- 1932: Wilhelm Feit (Berlin), Gottfried Wilhelm Hertz (München), Heinrich von Loesch (Oberstephansdorf)
- 1933: Hermann Degner (Schöneiche), Karl Wilhelm Verhoeff (Pasing), Walter Bourquin (Cedarville)
- 1934: Moritz von Rohr (Jena), Ernst Weidner (Berlin-Frohnau), Robert Holsten (Stettin), Otto Tschirch (Brandenburg an der Havel)
- 1935: Georg Friederici (Ahrensburg/Holstein), Karl Künkel (Heidelberg-Handschuhsheim), Georg Wolfram (Frankfurt am Main.)
- 1936: Ludwig Kohl-Larsen (Allensbach/Schlachters bei Lindau)
- 1937: Georg von Békésy (Budapest), Bernhard Rensch (Münster i. W.), Hermann Thorade (Hamburg), Curt Jany (Berlin), Richard Wossidlo (Waren i. Mecklenburg)
- 1938: Jean Peters (Berlin-Dahlem), Horst Siewert (Joachimsthal)
- 1939: Johannes Tropfke (Berlin), Wolja Erichsen (Kopenhagen/Berlin), Konrad Kühne (Hamburg)
- 1940: Bernhard Schwertfeger (Hannover), Lutz Heck (Berlin), Heinrich Wachner (Kronstadt)
- 1941: Max Knoll, Ernst Ruska, Bodo von Borries, Ernst Brüche, Hans Boersch, Hans Mahl und Manfred von Ardenne (alle Berlin), Ernst Rackow (Brandenburg)
- 1942: Oskar Karstedt (Berlin), Rudolf Odebrecht (Berlin), Adolf Reissinger (München)
- 1943: Max Caspar (München), Arnold Feuereisen (Riga), Hans Schmauch (Marienburg)
- 1944: Rudolf Fischer (Berlin)

### Leibniz-Medaille 1946–1990
Die Liste ist unvollständig.
- 1953: Heinrich Marzell
- 1954: Werner Forßmann, Walther Löbering
- 1957: Max Volk, Karl Hohmann
- 1958: Max Beyer, Rudolf Emil Mell, Arthur Bierbach
- 1959: Otto Kippes, Hans Jonas, Richard Hoffmann
- 1960: Rudolph Strauß, Karl Riehm, Wolfram Suchier
- 1961: Kurt Wein, Kurt Wulfert, Richard Heyder
- 1962: Walther Herrmann, Hans Lies
- 1963: Ernst Urbahn [Silber]
- 1964: Willy Lademann
- 1965: Siegfried Sieber
- 1966: Paul Reinhard Beierlein
- 1966: Günther E. Freytag [Silber][1]
- 1967: Hermann Löscher
- 1968: Theodor Schütze, Friedrich Lorenz Schmidt, Manfred Koch
- 1970: Ernst August Lauter
- 1971: Ulrich Schoknecht
- 1973: Annemarie Lange
- 1974: Walter Saal
- 1975: Ruth Bahls
- 1976: Max Hoffmann, Siegfried Dähne
- 1977: Conrad Grau [Silber]
- 1978: Sigmund Jähn
- 1979: Wladimir Wassiljewitsch Kowaljonok, Alexander Sergejewitsch Iwantschenkow
- 1980: Leiva Petersen, Diedrich Wattenberg
- 1980: Martin Bülow, Jörg Kärger, Milan Kočiŕik, Albert Voloshchuk[2]
- 1981: Karl-Joachim Rostock
- 1982: Burkhard Böttger, Gerda von Bülow, Bernhard Döhle, Gudrun Gomolka-Fuchs, Klaus Wachtel, Michael Wendel
- 1983: Heinz Kubasch, Kurt Lindner, Wolfgang Pfauch[3]
- 1984: Ingo Timm
- 1985: Heinz Meynhardt, Erhard Hirsch (Halle)
- 1986: Walther Schwanecke
- 1987: Wolfgang M. Richter[4]
- 1988: Georg Piltz, Volkmar Hellfritzsch, Hans Krummrey, Wolfgang Rudolph[5]
- 1989: Fritz Bönisch (Silber)
- 1990: Hartmut Bock (Silber)

### Leibniz-Medaille seit 1994
- 1998: Heinrich Pfeiffer (Bonn)
- 1999: Hartmut Rahn (Remagen)
- 2000: Berthold Beitz (Essen)
- 2001: Reimar Lüst (Hamburg)
- 2002: Jan Philipp Reemtsma (Hamburg)
- 2003: Wolf Lepenies (Berlin)
- 2004: Hasso Plattner (Walldorf)
- 2005: Heinrich Meier (München)
- 2006: Arend Oetker (Bielefeld)
- 2007: Hans Joachim Meyer (Bonn)
- 2008: Klaus J. Jacobs (Bremen)
- 2009: Manfred Erhardt (Berlin)
- 2010: Klaus Tschira (Heidelberg)
- 2011: Ernst-Ludwig Winnacker (Straßburg) und Fotis Kafatos (London)
- 2012: Friede Springer (Berlin)
- 2013: Paul Raabe (Wolfenbüttel), Alois M. Schader (Darmstadt), Kuratorium des Fonds der Chemischen Industrie (Frankfurt am Main)
- 2015: Hans F. Zacher (postum)
- 2016: Andreas Barner (Ingelheim am Rhein)
- 2017: Hans-Werner Hector, Josephine Hector
- 2018: Helga Nowotny, Walter Wübben
- 2019: Traudl Herrhausen
- 2020: Peter Frankenberg, Jürgen Zöllner
- 2021: Christian Drosten, Mai Thi Nguyen-Kim
- 2022: Wilhelm Krull
- 2023: Björn Wittrock
- 2024: Andreas und Thomas Strüngmann
- 2025: Georg Schütte[6]